# Lithobates omiltemanus
Lithobates omiltemanus är en groddjursart som först beskrevs av Günther 1900.  Lithobates omiltemanus ingår i släktet Lithobates och familjen egentliga grodor. IUCN kategoriserar arten globalt som akut hotad. Inga underarter finns listade i Catalogue of Life.